# Collections du Lille Métropole - musée d'Art moderne, d'Art contemporain et d'Art brut
Les collections du Lille Métropole Musée d'art moderne, d'art contemporain et d'art brut (LaM) comptent plus de 6 700 pièces, parmi lesquelles 4 500 dessins et estampes, un millier de sculptures, près de 500 peintures et une vingtaine d'installations d'art contemporain.

## Collection d'art moderne
- Jean Amado, 1 sculpture[LaMm 1]
- André Bauchant, 8 peintures[LaMm 2]
- Camille Bombois, 1 peinture[LaMm 3]
- Francisco Bores, 7 peintures[LaMm 4]
- Georges Braque, 6 peintures, 2 dessins, 1 estampe[LaMm 5]
- Victor Brauner, 1 peinture[LaMm 6]
- Bernard Buffet, 8 peintures[LaMm 7]
- Alexander Calder, 3 sculptures[LaMm 8]
- Gaston Chaissac, 2 peintures, 1 sculpture, 1 dessin[LaMm 9]
- Youla Chapoval, 2 peintures[LaMm 10]
- Serge Charchoune, 7 peintures, 1 dessin[LaMm 11]
- Germán Cueto, 1 sculpture, 3 dessins[LaMm 12]
- André Derain, 2 peintures, 2 sculptures, 1 dessin, 16 estampes[LaMm 13]
- Eugène Dodeigne, 1 peinture, 6 sculptures, 31 dessins[LaMm 14]
- Jean Dubuffet, 1 dessin[LaMm 15]
- Henri Epstein, 2 peintures[LaMm 16]
- Max Ernst, 37 estampes[LaMm 17]
- Maurice Estève, 1 peinture[LaMm 18]
- Roger de La Fresnaye, 1 dessin[LaMm 19]
- Georges Hillaireau, 5 peintures[LaMm 20]
- Vassili Kandinsky, 1 dessin, 8 estampes[LaMm 21]
- Eugène-Nestor de Kermadec, 6 peintures[LaMm 22]
- Ladislas Kijno, 1 peinture[LaMm 23]
- Paul Klee, 1 peinture, 2 dessins[LaMm 24]
- André Lanskoy, 40 peintures, 18 dessins[LaMm 25]
- Henri Laurens, 8 sculptures, 2 dessins[LaMm 26]
- Fernand Léger, 7 peintures, 11 dessins[LaMm 27]
- Eugène Leroy, 12 peintures, 3 estampes[LaMm 28]
- Jacques Lipchitz, 1 sculpture, 1 dessin[LaMm 29]
- Alfred Manessier, 3 peintures[LaMm 30]
- Maurice Marinot, 3 peintures, 7 dessins[LaMm 31]
- André Masson, 2 peintures[LaMm 32]
- Joan Miró, 3 peintures, 5 dessins[LaMm 33]
- Amedeo Modigliani, 6 peintures, 1 sculpture, 14 dessins[LaMm 34]
- Gertrude O'Brady, 1 peinture, 6 dessins[LaMm 35]
- Jules Pascin, 1 dessin[LaMm 36]
- Luc Peire, 3 peintures, 2 estampes[LaMm 37]
- Pablo Picasso, 9 peintures, 1 sculpture, 9 dessins, 1 estampe[LaMm 38]
- Serge Poliakoff, 3 peintures[LaMm 39]
- Jean Pougny, 2 peintures[LaMm 40]
- Serge Rezvani, 1 peinture[LaMm 41]
- Suzanne Roger, 1 peinture[LaMm 42]
- Georges Rouault, 5 peintures, 9 dessins[LaMm 43]
- Jean Roulland, 7 sculptures, 11 dessins[LaMm 44]
- Nicolas de Staël, 2 peintures[LaMm 45]
- Léopold Survage, 1 peinture[LaMm 46]
- Siebe Johannes ten Cate, 1 peinture[LaMm 47]
- Joaquín Torres García, 2 peintures[LaMm 48]
- Raoul Ubac, 1 sculpture, 1 estampe[LaMm 49]
- Maurice Utrillo, 1 peinture[LaMm 50]
- Kees van Dongen, 1 peinture[LaMm 51]
- Arthur Van Hecke, 24 peintures, 3 dessins[LaMm 52]
- Victor Vasarely, 1 peinture[LaMm 53]
- Louis Vivin, 1 peinture[LaMm 54]

## Collection d'art contemporain
- Georges Adéagbo, 1 installation[LaMc 1]
- Eduardo Arroyo, 1 peinture, 1 estampe[LaMc 2]
- Art and Language, 1 peinture, 1 dessin, 1 installation[LaMc 3]
- Lewis Baltz, 1 photographie[LaMc 4]
- Martin Barré, 1 peinture[LaMc 5]
- Jean-Pierre Bertrand, 1 triptyque[LaMc 6]
- Jean-Sylvain Bieth, 2 sculptures, 2 installations[LaMc 7]
- Alighiero Boetti, 1 dessin, 1 estampe[LaMc 8]
- Christian Boltanski, 1 installation[LaMc 9]
- Daniel Buren, 19 peintures, 2 installations[LaMc 10]
- César, 1 sculpture[LaMc 11]
- Geneviève Claisse, 1 peinture[LaMc 12]
- Jean-Gabriel Coignet, 1 sculpture[LaMc 13]
- Hannah Collins, 2 photographies[LaMc 14]
- Dado, 5 peintures, 1 estampe[LaMc 15]
- Richard Deacon, 3 sculptures, 3 études, 1 photomontage[LaMc 16]
- Olivier Debré, 1 peinture, 1 estampe[LaMc 17]
- Cor Dekkinga, 123 photographies[LaMc 18]
- Jean Degottex, 1 peinture[LaMc 19]
- Marc Devade, 1 peinture[LaMc 20]
- Jean Dewasne, 9 peintures[LaMc 21]
- Daniel Dezeuze, 5 sculptures, 8 dessins, 1 estampe[LaMc 22]
- Gérard Duchêne, 8 peintures, 6 dessins, 2 estampes, 3 installations, 4 œuvres textiles[LaMc 23]
- François Dufrêne, 1 dessin/collage[LaMc 24]
- Erró, 1 peinture, 1 dessin, 1 estampe[LaMc 25]
- Harun Farocki, 1 installation[LaMc 26]
- Robert Filliou, 1 installation[LaMc 27]
- Barry Flanagan, 1 sculpture[LaMc 28]
- Gérard Garouste, 1 peinture[LaMc 29]
- James Guitet, 1 triptyque, 1 dessin[LaMc 30]
- Raymond Hains, 1 peinture/collage[LaMc 31]
- Mona Hatoum, 1 photographie[LaMc 32]
- Laurent Joubert, 2 peintures, 5 études, 1 installation[LaMc 33]
- Peter Klasen, 1 peinture, 2 estampes[LaMc 34]
- Bertrand Lavier, 1 peinture, 1 estampe[LaMc 35]
- Georges Mathieu, 1 peinture[LaMc 36]
- Jean Mazeaufroid, 1 peinture[LaMc 37]
- Allan McCollum, 2 sculptures, 1 installation, 1 photographie[LaMc 38]
- Pierre Mercier, 5 photographies, 2 installations[LaMc 39]
- Nissim Merkado, 1 sculpture[LaMc 40]
- Annette Messager, 1 installation[LaMc 41]
- Bernard Moninot, 1 peinture[LaMc 42]
- Olivier Mosset, 1 peinture[LaMc 43]
- Matt Mullican, 1 dessin[LaMc 44]
- Dennis Oppenheim, 6 installations, 1 estampe[LaMc 45]
- Gina Pane, 1 installation[LaMc 46]
- Jean-Luc Parant, 1 installation[LaMc 47]
- Michel Parmentier, 1 peinture, 1 dessin[LaMc 48]
- Luc Peire, 3 peintures, 2 estampes[LaMc 49]
- Daniel Pommereulle, 1 sculpture[LaMc 50]
- Qubo Gas, 1 œuvre multimédia[LaMc 51]
- Bernard Rancillac, 1 peinture, 1 estampe[LaMc 52]
- Mimmo Rotella, 1 dessin/collage[LaMc 53]
- Claude Rutault, 1 installation[LaMc 54]
- Jean-Michel Sanejouand, 6 peintures, 1 sculpture, 1 estampe[LaMc 55]
- Richard Serra, 1 dessin, 1 estampe[LaMc 56]
- Kiki Smith, 2 dessins[LaMc 57]
- Pierre Soulages, 1 peinture[LaMc 58]
- Peter Stämpfli, 1 peinture[LaMc 59]
- Hervé Télémaque, 2 peintures, 14 objets, 2 estampes[LaMc 60]
- Gérard Titus-Carmel, 1 peinture[LaMc 61]
- Jacques Villeglé, 2 dessin/collage[LaMc 62]
- Gil Joseph Wolman, 2 dessins[LaMc 63]

## Collection d'art brut
- A.C.M., 25 sculptures[LaMb 1]
- Joseph Barbiero, 10 sculptures, 30 dessins[LaMb 2]
- Barbus Müller, 6 sculptures[LaMb 3]
- Baya (Fatima Haddad), 6 dessins[LaMb 4]
- Benjamin Bonjour, 134 dessins[LaMb 5]
- Thérèse Bonnelalbay, 73 dessins[LaMb 6]
- David Braillon, 28 dessins[LaMb 7]
- Guy Brunet, 4 peintures, 19 dessins, 3 films[LaMb 8]
- Marguerite Burnat-Provins, 7 dessins[LaMb 9]
- Gustave Cahoreau, 12 sculptures[LaMb 10]
- Roger Chomeaux, dit Chomo, 2 dessins[LaMb 11]
- Aloïse Corbaz, 22 dessins[LaMb 12]
- Fleury Joseph Crépin, 26 peintures, 12 dessins[LaMb 13]
- Henry Darger, 12 dessins[LaMb 14]
- Philippe Dereux, 1 assemblage sur panneau[LaMb 15]
- Emmanuel Dériennic (dit le Calligraphe), 2 peintures, 2 dessins[LaMb 16]
- Paul Duhem, 6 dessins[LaMb 17]
- Paul End (Engrand), 31 dessins[LaMb 18]
- Auguste Forestier, 21 sculptures, 8 dessins[LaMb 19]
- Adolphe Julien Fouéré, 1 sculpture[LaMb 20]
- Sylvain Fusco, 2 dessins[LaMb 21]
- Jill Galliéni, 33 dessins[LaMb 22]
- Madge Gill, 488 dessins, 3 œuvres textiles[LaMb 23]
- Ted Gordon, 141 dessins[LaMb 24]
- Martha Grünenwaldt, 51 dessins[LaMb 25]
- Johann Hauser, 8 dessins, 1 estampe[LaMb 26]
- Margarethe Held, 12 dessins[LaMb 27]
- Miguel Hernandez, 6 peintures, 1 dessin[LaMb 28]
- Georgine Hu, 154 dessins[LaMb 29]
- Jaber Al Mahjoub dit Jaber, 9 peintures, 12 sculptures, 11 dessins[LaMb 30]
- Vojislav Jakic, 3 dessins[LaMb 31]
- Aimable Jayet, 17 dessins[LaMb 32]
- Rosemarie Koczy, 3 dessins[LaMb 33]
- Johann Korec, 5 dessins[LaMb 34]
- Hans Krüsi, 20 dessins[LaMb 35]
- Solange Lantier, 19 dessins[LaMb 36]
- Jules Leclercq, 20 œuvres textile[LaMb 37]
- Augustin Lesage, 17 peintures, 6 dessins[LaMb 38]
- Alexandre Lobanov, 18 dessins, 15 photographies[LaMb 39]
- Raphaël Lonné, 1 peinture, 126 dessins[LaMb 40]
- Séraphine Louis, 2 peintures[LaMb 41]
- Dwight Mackintosh, 10 dessins[LaMb 42]
- Pascal-Désir Maisonneuve, 1 sculpture[LaMb 43]
- Joseph Ernest Ménétrier dit Josome Hodinos, 10 dessins[LaMb 44]
- Clyde Eugene Merritt, 13 dessins[LaMb 45]
- Joseph-Albert-Alfred Moindre, dit l'égyptologue, 8 dessins[LaMb 46]
- Gaston Mouly, 4 sculptures[LaMb 47]
- Élise Müller, 1 peinture[LaMb 48]
- Michel Nedjar, 123 dessins, 122 sculptures, 33 œuvres textile[LaMb 49]
- Helmut Nimczewski, 20 dessins[LaMb 50]
- Jean Perdrizet, 20 dessins[LaMb 51]
- The Philadelphia Wireman, 11 sculptures[LaMb 52]
- Jean Pous, 7 sculptures, 20 dessins[LaMb 53]
- Guillaume Pujolle, 2 peintures, 1 sculpture, 5 dessins[LaMb 54]
- Émile Ratier, 11 sculptures[LaMb 55]
- Marco Raugei, 33 dessins[LaMb 56]
- Hélène Reimann, 125 dessins[LaMb 57]
- Camille Renault, 1 sculpture[LaMb 58]
- André Robillard, 74 sculptures, 39 dessins, 1 œuvre textile[LaMb 59]
- Jane Ruffié, 2 peintures, 2 dessins[LaMb 60]
- Philipp Schöpke, 4 dessins[LaMb 61]
- Judith Scott, 11 œuvres textile[LaMb 62]
- Victor Simon, 6 peintures[LaMb 63]
- Jean Smilowski, 4 peintures, 2 dessins, 37 sculptures, 19 œuvres textile[LaMb 64]
- Friedrich Schröder Sonnenstern, 8 dessins[LaMb 65]
- Ionel Talpazan, 5 dessins[LaMb 66]
- Gaston Teuscher, 32 dessins[LaMb 67]
- Jean Tourlonias, 6 peintures[LaMb 68]
- Louise Tournay, 68 dessins, 51 sculptures[LaMb 69]
- Oswald Tschirtner, 16 dessins[LaMb 70]
- Willem Van Genk, 1 peinture, 3 sculptures, 4 dessins[LaMb 71]
- Joseph Vignes, 434 dessins, 27 sculptures[LaMb 72]
- Josué Virgili, 1 peinture, 22 sculptures, 10 dessins[LaMb 73]
- Theodor Wagemann, dit Theo, 57 dessins[LaMb 74]
- August Walla, 7 dessins[LaMb 75]
- Kurt Wanski, 27 dessins[LaMb 76]
- Gregory Warmack, dit Mr Imagination, 2 sculptures[LaMb 77]
- Melvin Way, 1 dessin[LaMb 78]
- Alois Wey, 8 dessins[LaMb 79]
- Theo Wiesen, 76 sculptures[LaMb 80]
- Scottie Wilson, 25 dessins[LaMb 81]
- Josef Wittlich, 13 dessins[LaMb 82]
- Adolf Wölfli, 9 dessins[LaMb 83]
- Joseph Yoakum, 3 dessins[LaMb 84]
- Anna Zemánková, 21 dessins[LaMb 85]
- Carlo Zinelli, 24 dessins[LaMb 86]